# Sergio Scudeler
Sergio Scudeler (Castelfranco Veneto, 4 maggio 1924 – Castelfranco Veneto, 19 marzo 2016) è stato un calciatore italiano.

## Carriera
Dopo essere cresciuto tra le file del Giorgione, con cui esordisce in Serie C, viene acquistato dall'Atalanta.
Con i bergamaschi esordisce in Serie A il 19 ottobre 1947 in Sampdoria-Atalanta (1-0), e realizza il suo primo gol nel massimo campionato il 30 novembre 1947 in Lazio-Atalanta (1-1). Termina la stagione con 3 presenze ed un gol in massima serie.
Tuttavia nel prosieguo della stagione non riesce a ritagliarsi spazi importanti, venendo ceduto al Marzotto Valdagno, con cui milita per cinque anni alternandosi tra Serie B e Serie C.
Passa infine al Trento, con cui disputa sei stagioni, concludendovi la carriera nel 1959.

## Palmarès

### Club

#### Competizioni nazionali
- Serie C: 1

Marzotto Valdagno: 1950-1951